# Caecilia Andriessen
Caecilia Andriessen (Haarlem, 12 février 1931 - Amsterdam, 6 août 2019)] est une pianiste, pédagogue et compositrice néerlandaise. Elle est la jeune professeure du compositeur Hendrik Andriessen, de Jurriaan et Louis Andriessen.